# أوتيس هارلان
أوتيس هارلان (بالإنجليزية: Otis Harlan) هو ممثل أمريكي، ولد في 29 ديسمبر 1865 في الولايات المتحدة، وتوفي بنفس المكان في 21 يناير 1940.

## أعمال

### أفلام
- (1935) حلم ليلة صيف
- (1937) سنو وايت والأقزام السبعة[2]
- (1942) بامبي[3]

## وصلات خارجية
- أوتيس هارلان على موقع IMDb (الإنجليزية)
- أوتيس هارلان على موقع ألو سيني (الفرنسية)
- أوتيس هارلان على موقع ميوزك برينز (الإنجليزية)
- أوتيس هارلان على موقع أول موفي (الإنجليزية)
- أوتيس هارلان على موقع قاعدة بيانات برودواي على الإنترنت (الإنجليزية)
- أوتيس هارلان على موقع قاعدة بيانات الأفلام السويدية (السويدية)
- أوتيس هارلان على موقع ديسكوغز (الإنجليزية)
- أوتيس هارلان على موقع قاعدة بيانات الفيلم (الإنجليزية)
- أوتيس هارلان على موقع كينوبويسك (الروسية)